# Conclaaf van 1958
Het Conclaaf van 1958 vond plaats van 25 tot en met 28 oktober 1958 en volgde op het overlijden van paus Pius XII en leidde tot de verkiezing van Angelo Roncalli tot paus Johannes XXIII.

## Voorgeschiedenis
Voorafgaand aan het Conclaaf kwamen de kardinalen in congregatie bijeen om een nieuwe Camerlengo te kiezen. Pius XII liet bij zijn dood noch een kardinaal-staatssecretaris, noch een Camerlengo na, en net de Camerlengo is van belang tijdens de sedisvacatie. Als zodanig koos men de diplomaat Benedetto Aloisi Masella, op dat moment prefect van de Congregatie voor de Goddelijke Eredienst en de Regeling van de Sacramenten.

## Deelnemers
Het College van Kardinalen dat in die dagen nog in zijn geheel mocht deelnemen aan het conclaaf - de richtlijn dat kardinalen die ouder waren dat 80 jaar niet mochten deelnemen, werd later van kracht - was historisch klein. Paus Sixtus V had weliswaar in 1588 bepaald dat het College mocht bestaan uit maximaal zeventig kardinalen, paus Pius XII had twee keer tijdens zijn pontificaat een consistorie georganiseerd en liet een College na dat relatief oud en behoorlijk klein was. (Het bestond uit 53 kardinalen). Twee kardinalen van achter het IJzeren Gordijn kregen geen toestemming hun land te verlaten (of daarnaar terug te keren indien ze het zouden verlaten): de Kroaat Aloysius kardinaal Stepinac (die later zalig verklaard zou worden) en de Hongaar József kardinaal Mindszenty. Dat betekende dat 51 kardinalen deelnamen aan het conclaaf en dat een kandidaat 35 stemmen nodig had om te worden verkozen.

## Papabile
Voorafgaand aan het conclaaf waren er drie kandidaten die golden als papabile: de aartsbisschop van Genua, Giuseppe kardinaal Siri, de Bolognese aartsbisschop Giacomo kardinaal Lercaro en de Curie-kardinaal Alfredo Ottaviani. Over Siri, die ten tijde van het conclaaf pas 52 jaar oud was, ging het bon mot dat indien hij gekozen zou worden de kerk niet een Heilige Vader, maar een Eeuwige Vader zou krijgen. De Milanese aartsbisschop Giovanni Battista Montini werd als outsider gezien, dit laatste vooral gezien het feit dat hij - hoewel hij jarenlang substituut geweest was op het staatssecretariaat en sinds 1955 aartsbisschop was van een stad waaraan een zekere kardinaalshoed verbonden was - geen kardinaal was. Met Roncalli, de patriarch van Venetië hielden vooraf weinig mensen rekening, vooral vanwege diens gevorderde leeftijd. Hij was toen 77. Door weinigen was kennelijk opgemerkt dat vierentwintig van de kieskardinalen, bijna de helft, ouder was dan Roncalli. Evenmin had men rekening gehouden met het feit dat Roncalli negen jaar lang (van 1944 tot 1953) een aldaar zeer geliefd nuntius was geweest in Frankrijk, terwijl de Franse kerkprovincie zes kardinalen afvaardigde naar het conclaaf. Binnen de curie gold ook de Armeense patriarch Krikor Bedros XV Agagianian als een van de favorieten.

## Verkiezing

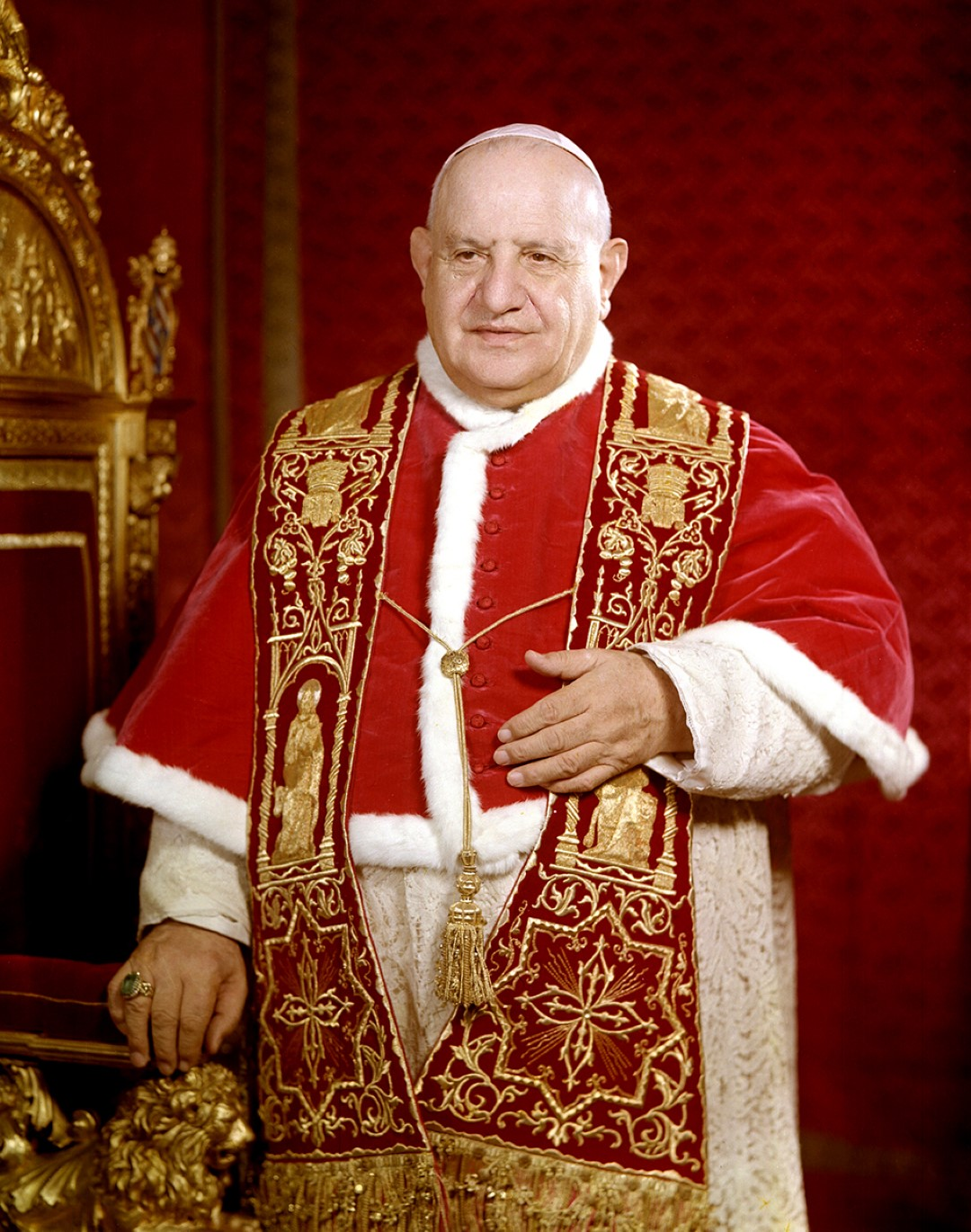
Paus Johannes XXIII, de nieuwe paus

Tijdens het conclaaf waren elf stemrondes nodig om te komen tot een verkiezing. Aannemelijk is dat Siri, nog los van zijn jeugdige leeftijd, alleen kon bogen op de steun van de conservatievere kandidaten en dat - omgekeerd - Lercaro door slechts de zeer progressieven werd gesteund. Uiteindelijk zouden Roncalli en Agagianan op het laatst de strijd hebben beslecht, die uiteindelijk in het voordeel van de eerste uitviel. Roncalli was in elk geval niet verrast door zijn verkiezing, want hij haalde, nadat hem de vraag gesteld werd of hij zijn verkiezing aanvaardde, een in het Latijn gestelde toespraak tevoorschijn, waarin hij ook de keuze van zijn naam motiveerde.
| Continent       | Kardinalen                 |
| --------------- | -------------------------- |
| Afrika          | 1                          |
| Azië            | 3                          |
| Europa          | 33 (waarvan 17 uit Italië) |
| Latijns-Amerika | 9                          |
| Noord-Amerika   | 4                          |
| Oceanië         | 1                          |